# Baryphthengus martii
Baryphthengus martii (Spix, 1824) è un uccello della famiglia Momotidae. 

## Descrizione
È la specie di motmot più grande attualmente conosciuta. Ha zampe piccole e il becco grande ricurvo dai bordi seghettati. La testa e il petto sono di colore arancione con una macchia nera che si estende dall'occhio al becco, il resto del corpo è di colore verde, mentre il bordo delle penne remiganti è di colore azzurro.
Può raggiungere una lunghezza di 46 cm e i sessi presentano colori simili.

## Biologia

### Comportamento
Vive da solo o in coppia e risulta attivo soprattutto all'alba. Il richiamo è costituito da un grido flebile, simile a quello degli Strigiformes, che echeggia tra gli alberi.

### Alimentazione
Si nutre principalmente di piccoli insetti, invertebrati, piccoli animali (topi e lucertole) e piccoli frutti raccolti in volo stazionario. Passa la maggior parte del tempo fermo sui rami alti degli alberi da cui spicca il volo con un improvviso movimento brusco e a volte si getta sul terreno per catturare piccole prede. Le prede più grandi vengono sbattute contro i rami prima di essere ingoiate.

### Riproduzione
Il nido è costituito da una camera non imbottita alla fine di uno scavo realizzato in un argine o sui fianchi di un burrone.

## Distribuzione e habitat
È un uccello stanziale con un areale molto ampio che si estende tra la Bolivia, il Brasile, la Colombia, la Costa Rica, l'Ecuador, l'Honduras, il Nicaragua, Panama e Perù. Lo si può trovare dal livello del mare fino ai 1.400 m di altitudine.
È un uccello terrestre tipico di foreste subtropicali, foreste tropicali secche, foreste pluviali tropicali e foreste tropicali montane. Lo si può inoltre trovare in ambienti antropizzati e zone sottoposte a deforestazione. 

## Tassonomia
Vengono riconosciute due sottospecie:
- Baryphthengus martii martii (Spix, 1824) - sud America
- Baryphthengus martii semirufus (P. L. Sclater, 1853) - centro e sud America

## Conservazione
La Lista Rossa IUCN classifica il Baryphthengus martii come specie a rischio minimo con una popolazione che nel 2019 si attestava  tra i 5 e i 50 milioni di esemplari maturi risultando però in declino moderato.
Per la sua conservazione sono stati individuate diversi siti di conservazione specifici all'interno dell'intero areale.